# ゴールドワッサー

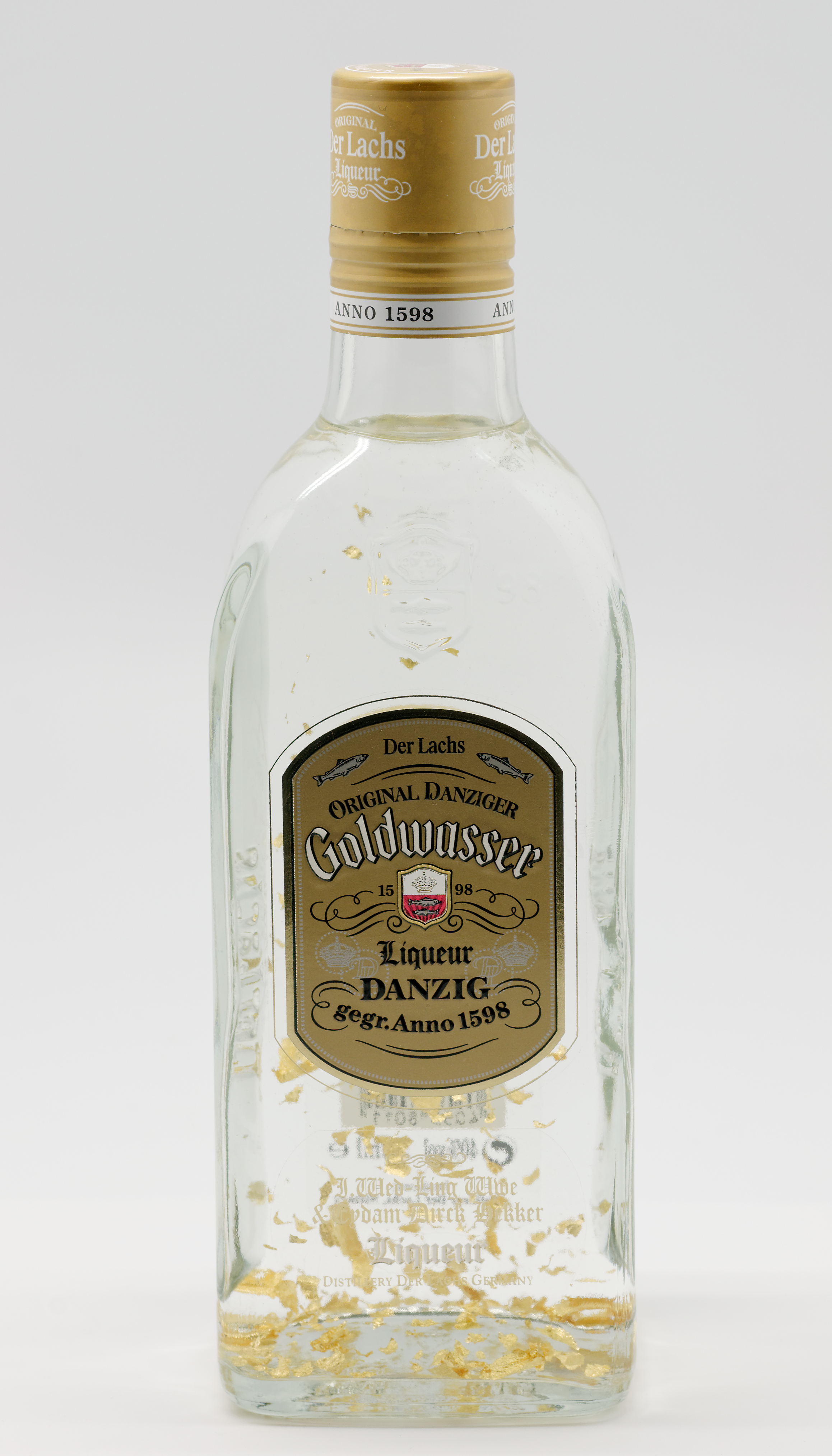
‘Der Lachs’オリジナル「ゴールドワッサー」

ゴールドワッサー、ゴルトヴァッサー（ドイツ語：Goldwasser、「金の水」の意味）、もしくはグダニスカ ウォッカ（ポーランド語：Gdańska wódka「グダニスクの水」）とは、約20種のハーブと香辛料、そして金粉（純度K22～23）を使用したアルコール度数38%以上の薬用酒で、16世紀のオランダ移民によって考え出された。
この薬用酒の愛飲者には、ロシアの女帝エカチェリーナ2世や皇帝ピョートル1世、フランス王ルイ14世などがいる。

## 歴史
オランダ De Lierでのプロテスタントの迫害から逃れ、Ambrosius Vermöllenがグダニスクに移り住んだのが1598年7月6日である。彼の一家が唯一持ってた資産が「薬用酒のレシピ」であった。その中には「ゴールドワッサー」のレシピも含まれていた。
18世紀まで有名ではなかったが、 1704年からテイスティングルーム兼レストラン‘Der Lachs’（鮭の意:鮭が幸運と繁栄の象徴である事から命名）を開業し、商人と提携することによってブランドが確立した。
第二次世界大戦の終結後、各所で作られるようになったが、‘Der Lachs’のオリジナルはドイツ ネルテン＝ハルデンベルクの会社ハーデン＝ウィルセンAGによって製造されている。

## その他
- ユダヤ人の姓。
  - シャフィ・ゴールドワッサー